# Jessica Day George
Jessica Day George (ur. 11 października 1976 w Boise) – amerykańska pisarka, twórczyni literatury dla dzieci i młodzieży, autorka powieści fantasy i baśni.
Ukończyła studia na Uniwersytecie Brighama Younga. Za swoją debiutancką powieść Dragon Slippers otrzymała nagrodę Whitney Award.
Jest mężatką. Ma syna. Mieszka w Salt Lake City.

## Powieści
Seria Dragon Slippers
1. Dragon Slippers (2007)
2. Dragon Flight (1996)
3. Dragon Spear (2009)

- Sun and Moon, Ice and Snow (2008)

Seria Princess of the Midnight Ball
1. Princess of the Midnight Ball (2009)
2. Princess of Glass (2010)
3. Princess of the Silver Woods (2012)

Tuesdays at the Castle (2011)